# General Electric
General Electric Company (zkráceně GE) je nadnárodní konglomerát se sídlem v americkém městě Fairfield ve státě Connecticut. Byla založena v roce 1892 Edisonem, Thomsonem, Houstonem a Coffinem, který se stal jejím prvním prezidentem.
Počátkem dubna 2024 bylo dokončeno rozdělení na tři nezávislé nástupnické společnosti – GE Aerospace (letecké motory), GE Vernova (zařízení pro energetiku) a GE HealthCare (medicínské vybavení). Společnost přestala existovat jako konglomerát.

## Podnikání
GE vyniká zejména v oblasti dopravní technologie. Mezi další obory, na které se soustředí, patří:
- finančnictví,
- energetika,
- média a další.

Před ekonomickou krizí se její tržby resp. čisté zisky vyšplhaly ke 180 resp. 22 mld USD. Za rok 2010 měla GE tržby o výši 150,211 mld a čistý zisk 12,163 mld USD.

### Média
Nejznámější jsou jeho televizní společnosti NBC a Universal Pictures, dále vlastní společnosti jako Telemundo, Focus Features, 26 televizních stanic v USA, kabelovou televizní síť MSNBC, Bravo a Syfy (současně vlastní Sci-fi magazine). GE taktéž vlastní 80% podíl ve filmových studiích NBC Universal. Nebývale rozsáhlý vliv na nezanedbatelnou část (zejména amerických) médií má své kritiky – ti například podotýkají, že je jen těžko myslitelné, aby např. zpravodajství NBC přišlo se zprávou výrazně kritickou vůči GE nebo některému jeho produktu.

## Divize GE
- GE Commercial Finance
- GE Industrial
- GE Infrastructure
  - GE Aviation
  - GE Transportation Systems
  - GE Energy
  - GE Commercial Aviation Services
  - GE Energy Financial Services
  - GE Oil & Gas
  - GE Water & Process Technologies
- GE Capital
- GE Healthcare
- NBC Universal